# Megaupload
Megaupload var en fildelningssajt som ägdes av Kim Dotcom, där användare kostnadsfritt kunde ladda upp filer, varvid de fick en URL som de kunde ge till vänner.
Den 19 januari 2012 slog polisen till mot sajtens lokaler. Servrarna beslagtogs, och arbetarna är misstänkta för olika grad av brott mot upphovsrättslagen. Sajten ligger sedan dess nere. I stämningsansökan mot företaget har skadeståndsanspråk på 500 miljoner dollar lagts fram.
Enligt uppgift ska amerikansk polis ha gripit fyra medarbetare till webbsidan. I samband med gripandet konfiskerades utöver lyxbilar för mångmiljonbelopp även bland annat ett avsågat hagelgevär från en av de misstänkta gärningsmännen.
Många frågar sig varför just Megaupload blev föremål för stämning, när det finns otaliga andra liknande sajter som erbjuder lagringsplats på webben. Enligt stämningsansökan handlar detta om att Megaupload har satt i system att ignorera anmälningar från upphovsrättsmakare om att upphovsrättsskyddat material ligger på webbsidan.
Den 20 juli 2012 lanserade Megauploads skapare Kim Dotcom en kampanj där han uppmanar folk att inte rösta på Barack Obama i nästa val om inte Megaupload är tillbaka på Internet den 1 november 2012.
Den 19 januari 2013 återlanserades Megaupload som Mega under domänen mega.co.nz och senare mega.nz.
År 2017 producerades en nyzeeländsk dokumentärfilm med titeln Kim Dotcom - fångad på nätet, som handlar om Kim Dotcoms karriär och historien kring Megaupload.